# Anne Frank Zentrum
Het Anne Frank Zentrum is een museum in Berlijn en de Duitse partner van het Anne Frank Huis.
Het centrum komt voort uit de organisatie van de tentoonstelling Die Welt der Anne Frank. 1929–1945 in 1994. Op 12 juni 1998 werd het centrum geopend.
Sinds 2006 is er de permanente tentoonstelling Anne Frank. hier & heute. In deze interactieve tentoonstelling over Anne Frank wordt een link gelegd tussen verleden en heden. Aan de hand van gesprekken van jonge Berlijners over zaken die Anne Frank bezighielden, zoals identiteit, waarden, oorlog en discriminatie, wordt de bezoeker aangemoedigd over zijn eigen ideeën na te denken.